# Abbaye de Gronau
Pour les articles homonymes, voir Gronau.
L'abbaye de Gronau était une abbaye bénédictine dans la commune de Heidenrod, elle-même située dans le Land de Hesse et le diocèse de Mayence.

## Histoire
Elle est probablement fondée vers 1130 par des moines bénédictins de l'abbaye de Michaelsberg en tant que monastère des comtes de Katzenelnbogen. Il est mentionné pour la première fois dans les documents en 1252 sous le nom de Grunowe et est le plus ancien monastère du bas comté de Katzenelnbogen après le monastère de Sankt Goar.
Après l'extinction des Katzenelnbogen, la possession revient en 1479 au landgraviat de Hesse. Le 19 décembre 1527, Philippe de Hesse convoque un synode pour le territoire des quatre pays à Gronau pour imposer la réforme protestante par son prédicateur Adam Krafft.
En 1537, Philippe dissout le monastère. En 1542, il le convertit en "grand hôpital" pour hommes. À cette époque, Gronau a 391 acres de terres arables, jardins et prairies, des vignobles sur le Rhin, 60 zones boisées, une cour de monastère étrangère, 4 moulins et des domaines agricoles dans 42 villages. Dans le mur d'enceinte, on trouve 19 bâtiments. En 1549, une grange aux dîmes est construite.
Durant la guerre de Trente Ans, l'hôpital est tellement détruit qu'il n'est plus utilisable. Les restes des bâtiments détruits sont prélevés en tant que matériaux de construction et réutilisés ; il ne reste que quelques fondations. L'hôpital est déplacé à l'abbaye de Haina.
L'ancien monastère est converti en propriété agricole et loué, puis vendu. L'église sert au culte jusqu'en 1813. Le lieu est destiné à l'agriculture en 1984.
Depuis 2001, une entreprise gastronomique avec hébergement, un petit musée et un café en plein air se trouvent dans le monastère. Des manifestations culturelles et de divertissement sont parfois organisées par une association.